# Basarabeasca (distrikt)
Basarabeasca ( moldaviska: Районул Басарабяска, Raionul Basarabeasca, ryska: Бессарабский район) är ett distrikt i Moldavien. Det ligger i den södra delen av landet. Antalet invånare är 27 741. Arean är 295 kvadratkilometer. Basarabeasca gränsar till Odessa oblast.
Terrängen i Basarabeasca är huvudsakligen platt.
Distriktshuvudorten är Basarabeasca.